# Wiktor Leja
Wiktor Leja (ur. 27 kwietnia 1910 w Kuźnicy Skakawskiej, zm. 5 marca 1981 w Nałęczowie) – polski lotnik i rzeczoznawca lotniczy, inżynier.

## Życiorys
Urodził się w Kuźnicy Skakawskiej koło Kępna. Jego ojciec Franciszek był nauczycielem szkoły powszechnej i średniej, matka – Pelagia z domu Długaszewska – była pochodzenia chłopskiego. Od młodości interesował się lotnictwem. Uczęszczając w latach 1924–1929 do Gimnazjum Męskiego klasycznego w Ostrowie Wielkopolskim, należał do koła Ligi Obrony Powietrznej i Przeciwgazowej i zajmował się modelarstwem lotniczym. Po maturze w 1929 r. odbył dziewięciomiesięczną praktykę warsztatową. W 1930 r. rozpoczął studia na wydziale lotniczo-okrętowym Politechniki Gdańskiej (w Wolnym Mieście Gdańsku), działając tam w polskim ruchu studenckim. Był współzałożycielem Akademickiego Aeroklubu Gdańskiego, pełniąc funkcję członka zarządu i komisji rewizyjnej. Odbywał praktyki w fabrykach lotniczych i w PLL LOT. Jednocześnie przeszedł szkolenie szybowcowe w Fordonie w 1934 r. i Bezmiechowej w 1935 r. W 1936 roku ukończył studia, otrzymując dyplom inżyniera lotniczego. W tym roku też uzyskał licencję pilota samolotowego.
Całe życie zawodowe związał z rzeczoznawstwem lotniczym. Po ukończeniu kursu rzeczoznawców lotniczych podjął pracę w Okręgu I Kontroli Cywilnych Statków Powietrznych (KCSP) Warszawa-Okęcie przy PLL LOT i zakładach RWD, a następnie od 1938 r. do wybuchu wojny w oddziale w Poznaniu. Podczas II wojny światowej przebywał w kraju, był poszukiwany przez Niemców za działalność propolską w Gdańsku.
Po zakończeniu działań wojennych w Jarosławiu, gdzie ostatnio pracował w warsztacie, zgłosił się 1 sierpnia 1944 r. w referacie lotnictwa cywilnego resortu komunikacji PKWN, po czym wszedł w skład grup zabezpieczających mienie lotnicze oraz organizujących placówki lotnictwa cywilnego. Organizował placówkę lotniczą m.in. w Bydgoszczy, gdzie zamieszkał w marcu 1945 r. Zorganizował tam centralę Kontroli Cywilnych Statków Powietrznych Ministerstwa Komunikacji oraz jej okręgi w kraju, które podjęły rejestrację pozostałych po okupacji i odbudowywanych samolotów i szybowców. Współpracował również w budowie i odbiorze pierwszego polskiego samolotu powojennego LWD Szpak-2 w LWD w Łodzi. Współdziałał w reaktywowaniu szkół szybowcowych i aeroklubów oraz był współzałożycielem Ligi Lotniczej i pierwszym prezesem jej Zarządu Głównego od września 1946 r.
W 1949 r. został przeniesiony do Warszawy, obejmując stanowisko kierownika Kontroli Cywilnych Statków Powietrznych w Ministerstwie Komunikacji. 1 stycznia 1953 r. został Naczelnym Inżynierem – Dyrektorem Technicznym PLL LOT. Funkcję tę piastował do 1959 r., kiedy to objął stanowisko naczelnika wydziału technicznego Departamentu Lotnictwa Cywilnego Ministerstwa Komunikacji.
W swojej długoletniej karierze otrzymał wiele odznaczeń i orderów za zasługi wobec państwa: Krzyż Kawalerski Orderu Odrodzenia Polski, dwukrotnie Złoty Krzyż Zasługi, Medal X-lecia PRL, Srebrny i Brązowy Medal Za Zasługi dla Obronności Kraju, Medal Komisji Edukacji Narodowej, Medal Pamiątkowym 50 lat Polskiego Lotnictwa Sportowego 1919-1969, Odznaka Zasłużonego Działacza Lotnictwa Sportowego, plakietka i odznaka Za Zasługi dla Aeroklubu PRL. Międzynarodowa Federacja Lotnicza (FAI) wyróżniła go w 1960 r. Dyplomem im. Paula Tissandiera. Był laureatem honorowego wyróżnienia redakcji Skrzydlatej Polski pn. Błękitne Skrzydła.
Wieloletni prezes Zarządu Głównego Ligi Lotniczej, oraz członek Zarządu Głównego Aeroklubu PRL. Zmarł w wieku 70 lat.

## Publikacje
- Samolot bohater: historia i opis samolotu Po-2 (CSS-13) MON 1966[5]
- Lotnictwo Związku Radzieckiego artykuł Wiktora Lei w kwartalniku „Technika Lotnicza” grudzień 1951 r.